# Sphragifera
Sphragifera is een geslacht van vlinders van de familie Uilen (Noctuidae), uit de onderfamilie Hadeninae.

## Soorten
- S. biplaga Walker, 1857
- S. maculata Hampson, 1894
- S. rejecta Fabricius, 1775
- S. sigillata Ménétriés, 1859